# Walter Leinweber
Walter Leinweber, nemški hokejist, * 18. april 1907, Füssen, Nemčija, † marec 1997, Nemčija. 
Leinweber je bil vratar kluba EV Füssen v nemški ligi in nemške reprezentance, s katero je nastopil na enih olimpijskih igrah, na katerih je osvojil bronasto medaljo in dveh Svetovnih prvenstvih, kjer je osvojil srebrno in bronasto medaljo.